# Parafia św. Jana Ewangelisty w Przyjaźni
Parafia św. Jana Ewangelisty w Przyjaźni – parafia rzymskokatolicka, znajdująca się w archidiecezji gdańskiej, w dekanacie Żukowo.